# Lycodes matsubarai
Lycodes matsubarai är en fiskart som beskrevs av Toyoshima, 1985. Lycodes matsubarai ingår i släktet Lycodes och familjen tånglakefiskar. Inga underarter finns listade i Catalogue of Life.